# Тауї
Тауї (Pipilo) — рід горобцеподібних птахів родини Passerellidae. Містить 5 видів.

## Список видів
- Тауї зеленохвостий (Pipilo chlorurus)
- Окаї (Pipilo ocai)
- Тауї східний (Pipilo erythrophthalmus)
- Тауї плямистий (Pipilo maculatus)
- Тауї бермудський (Pipilo naufragus)

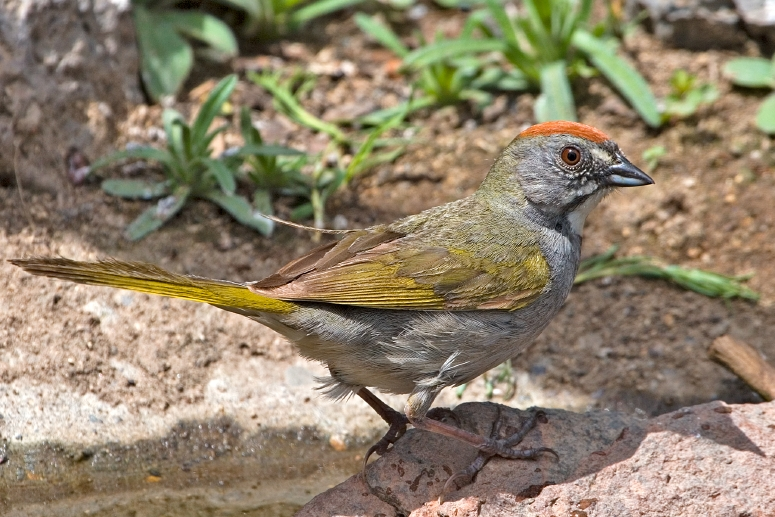
Pipilo chlorurus
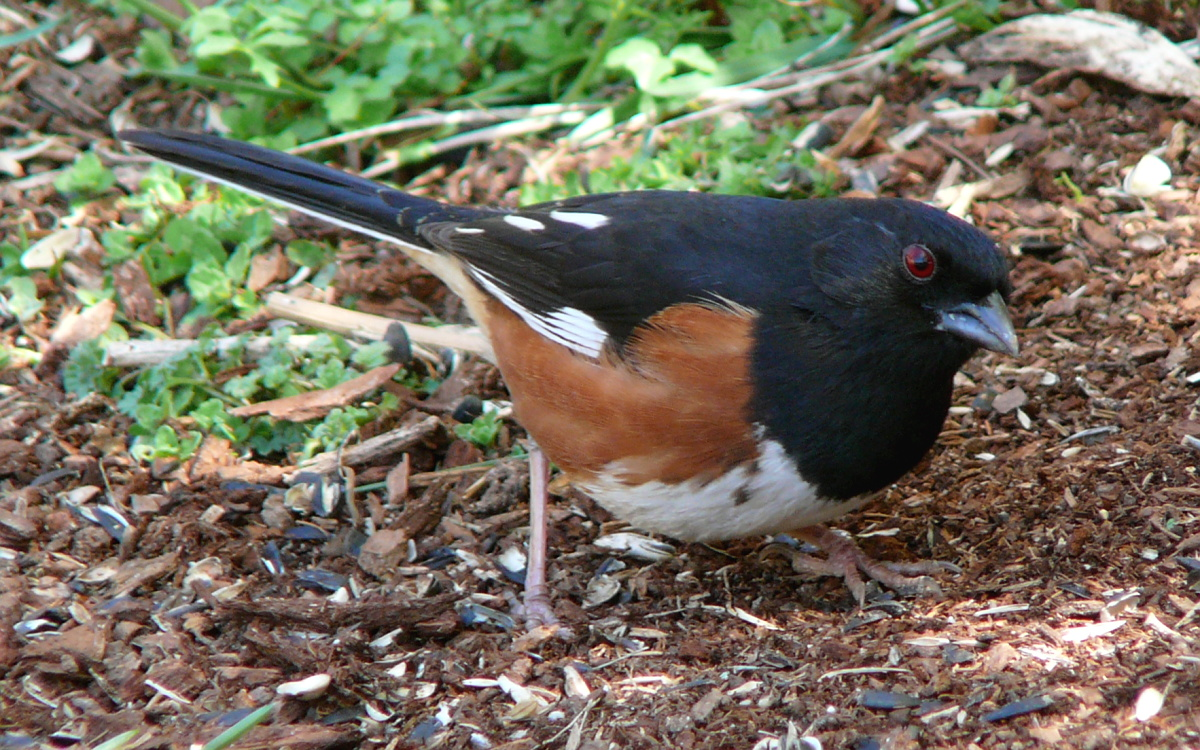
Pipilo erythrophthalmus